# Moto Rêve

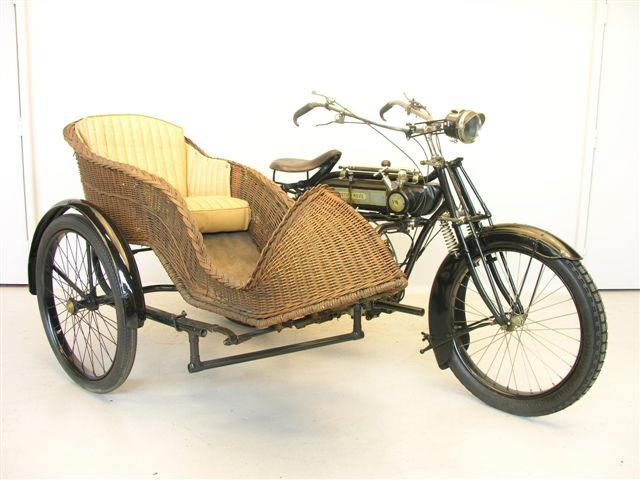
Moto-Rêve-Gespann von 1914

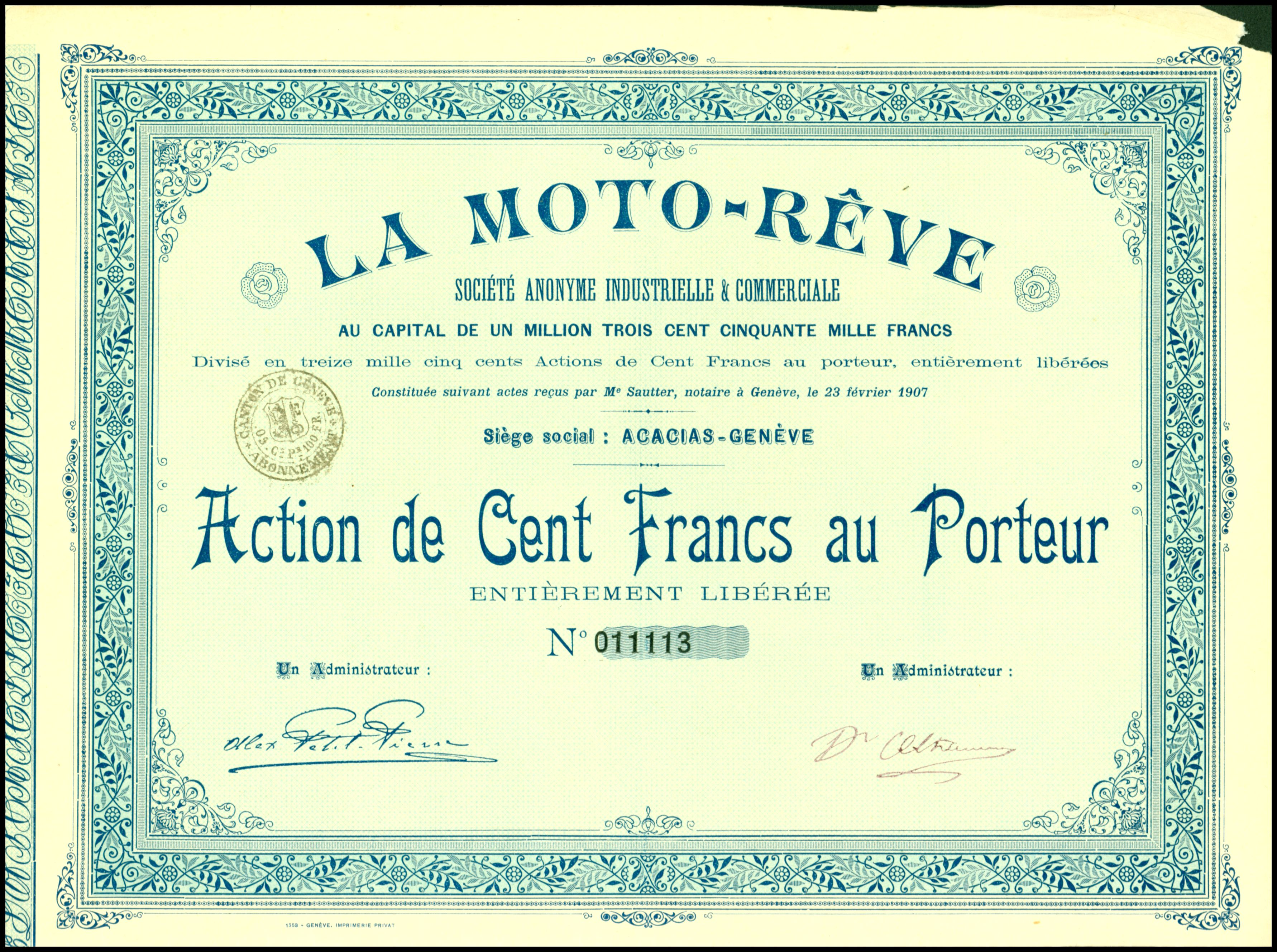
Aktie über 100 Franken der Moto-Rêve S.A. von 1907

Moto Rêve ist ein ehemaliger Schweizer Motorradhersteller, der von 1904 bis 1925 bestand und auch Niederlassungen im Vereinigten Königreich, in Australien, in Frankreich und in Italien hatte.

## Geschichte
Gegründet wurde Moto Rêve (dt.: Traum-Motorrad oder Motorradtraum) von Ingenieur David und den Konstrukteuren Kustner und Retor. Moto Rêve gehörte einst zu den fortschrittlichsten Motorradfabrikanten in Europa. Das erste Modell wurde 1906 präsentiert und wurde von einem kleinen V2-Motor angetrieben.

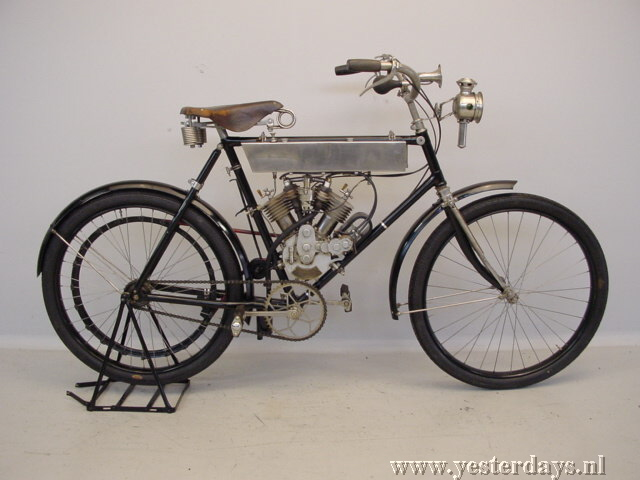
Eine Moto Rêve mit V2-Motor von 1906

Moto Rêve eröffnete zwischen 1912 und 1917 zwei englische Niederlassungen. Für die Firma stellte die Produktion im Vereinigten Königreich eine Möglichkeit dar, Bowdenzüge zu verwenden. Der Einsatz dieser patentrechtlich geschützten Neuerung ausserhalb Englands verursachte nämlich juristische Probleme. Die im Vereinigten Königreich gefertigten Moto Rêves unterschieden sich von den schweizerischen, insbesondere die Rahmen waren anders. Später wurden auch Fabriken in Australien, Frankreich und Italien aufgebaut. Die in England gefertigten Moto-Rêve-Motorräder wurden unter den Namen Alp und MR verkauft.
Moto Rêve war für seine Zweizylinder-V-Motoren mit 298 cm³, 403 cm³ und 497 cm³ Hubraum bekannt, aber auch für kleinere Einzylindermotoren. Nach dem Ersten Weltkrieg war ein Niedergang der Marke zu beobachten. 1925 schliesslich wurde noch ein neuer Motor mit obenliegenden Ventilen und 346 cm³ Hubraum vorgestellt. In England wurden wiederum Maschinen unter dem Namen MR angeboten.
Der genaue Firmenname lautete Moto-Rêve S.A. (Genf), später auch Moto Rêve Ltd (Acton Vale, Middlesex) und Moto Rêve Ltd (Alperton, Wembley).
Im Motorradsport war die Marke u. a. in Italien erfolgreich. So gewannen Melchiorre Cremaschi 1912 in der Klasse bis 250 cm³ und Carlo Maffeis 1913 in der 500-cm³-Klasse auf Moto Rêve die Italienische Motorrad-Straßenmeisterschaft.

## Norton Energette
1907 wurde ein Motorrad mit Moto-Rêve-Einbaumotor auf der Stanley Show in London auf dem Stand von Norton Motorcycles unter dem Namen Energette präsentiert. Diesen Namen hatte Norton schon seit 1902 für die ersten motorisierten Fahrräder der Marke verwendet, die allerdings mit Einzylindermotoren von Clément & Cie bestückt waren.